# نساء صغيرات (فلم 2019)
نساء صغيرات (بالإنجليزية: Little Women) هو فيلم درامي أمريكي عن البلوغ من إخراج جريتا جيروج وكتابة جيرفيغ وسارة بولي. هذا هو الفيلم الثامن الروائي الطويل المبني من رواية 1868 تحمل نفس الاسم من قبل لويزا ماي ألكوت. الفيلم من بطولة ساويرس رونان، وإيما واتسون، وفلورنسا بف، وإيليزا سكانلن، وتيموثي تشالاميت، ولورا ديرن وميريل ستريب. من المقرر أن يتم إطلاق الفيلم في الولايات المتحدة في 25 ديسمبر 2019. يُعتبر فيلم ليتل وومن سابع فيلم مُقتبس عن الرواية التي تحمل نفس الاسم والصادرة في عام 1868 للكاتبة لويزا ماي ألكوت. مثل كل من سيرشا رونان، وإيما واتسون، وفلورنس بيو، وإيليزا سكانلن، ولورا ديرن، وتيموثي شالاماي، وميريل ستريب، وتريسي ليتس، بوب أودينكيرك، وجيمس نورتون، ولويس جاريل، وكريس كوبر أدوار البطولة في الفيلم.
عُرض فيلم ليتل وومن لأول مرة في متحف الفن الحديث في مدينة نيويورك في 7 ديسمبر من عام 2019، وأصدرته شركة سوني بيكتشرز ريليزينغ في نسخة دور العرض في الولايات المتحدة في 25 ديسمبر من عام 2019. حصل الفيلم على إشادة من النقاد، وحقق 206 مليون دولار أمريكي في جميع أنحاء العالم. حصل الفيلم على العديد من التقديرات ومن أهمها ستة ترشيحات في حفل توزيع جوائز الأوسكار الثاني والتسعين، بما في ذلك أفضل فيلم وأفضل ممثلة (رونان) وأفضل ممثلة مساعدة (بيو) وأفضل كتابة (سيناريو مقتبس)، وحصل أيضًا على جائزة الأوسكار لأفضل تصميم أزياء. تلقى الفيلم خمسة ترشيحات في حفل توزيع جوائز الأكاديمية البريطانية الثالث والسبعين، وفاز بجائزة أفضل تصميم أزياء، كما حصل على ترشيحين في حفل توزيع جوائز الغولدن غلوب السابع والسبعين.

## طاقم العمل
- سيرشا رونان في دور جوزفين «جو» مارش.
- إيما واتسون في دور مارغريت «ميغ» مارش.
- فلورنس بيو في دور إيمي مارش.
- إيليزا سكانلن في دور إليزابيث «بيت» مارش.
- لورا ديرن في دور مامي مارش.
- تيموثي شالاماي في دور ثيودور «لوري» لورانس.
- ميريل ستريب في دور العمة مارش.
- تريسي ليتس في دور السيد داشوود.
- بوب أودينكيرك في دور الأب مارش.
- جيمس نورتون في دور جون بروك.
- لويس جاريل في دور فريدريش باير.
- كريس كوبر في دور السيد لورانس.
- جاين هاوديشيل في دور هانا.
- رافائيل سيلفا في دور صديق فريدريك.
- داش باربر في دور فريد فون.
- هادلي روبنسون في دور سالي غاردينر موفات.
- آبي كوين في دور آني موفات.
- ماريان بلنكيت في دور السيدة كيرك.
- إدوارد فليتشر في دور خادم لورانس.
- ساشا فرولوفا في دور السيدة هاميل.

## التلقي

### شباك التذاكر
حقق فيلم ليتل وومن 108.1 مليون دولار أمريكي في الولايات المتحدة الأمريكية وكندا، و97.9 مليون دولار أمريكي في أقاليم أخرى، ليصبح مجموع إيراداته العالمي 206 مليون دولار أمريكي، وذلك حتى 26 مارس من عام 2020.
أُصدر الفيلم في الولايات المتحدة وكندا بالتزامن مع سبايز إن ديسغايس وانتشار فيلم ان كت جيمز، وكان من المتوقع أن يصل إجمالي إيراداته إلى 18-22 مليون دولار أمريكي من 3,308 دار عرض خلال عطلة نهاية الأسبوع الافتتاحية التي استمرت خمسة أيام. حقق الفيلم 6.4 مليون دولار أمريكي في يوم عيد الميلاد و6 ملايين دولار أمريكي في يومه الثاني. وصلت إيرادات الفيلم إلى 16.8 مليون دولار أمريكي (ليكون مجموع الإيرادات الكلي 29.2 مليون دولار أمريكي على مدى الأيام الخمسة من أسبوعه الافتتاحي الذي استمر طيلة عطلة عيد الميلاد)، لينتهي في المركز الرابع. حقق الفيلم في عطلة نهاية الأسبوع الثانية 13.6 مليون دولار أمريكي، ليحتل المركز الثالث، ثم حقق 7.8 مليون دولار أمريكي و6.4 مليون دولار أمريكي على التوالي في عطلتي نهاية الأسبوع اللاحقتين.

## روابط خارجية
- مقالات تستعمل روابط فنية بلا صلة مع ويكي بيانات

لا توجد روابط لمواقع التواصل الاجتماعي.